# Manuel Obregón López
Manuel Enrique Obregón López (San José, 4 de octubre de 1961) es un compositor, productor y una figura de la cultura costarricense. Posee amplia experiencia en instrumentos como el piano, marimba, teclado y acordeón e incluso toca instrumentos poco tradicionales de distintas regiones latinoamericanas.
Además es autor de más de 20 álbumes como solista, productor y músico invitado; entre ellos, participó con la popular banda de rock Café con Leche, entre 1991 a 1994.

## Biografía
Manuel Obregón nació en San José, el 4 de octubre de 1961, es hijo de Enrique Obregón Valverde y Catalina López Conde. Creció en una familia de trayectoria política, especialmente influenciada por su padre que se ha desenvuelto en partidos políticos tradicionales del país lo cual influyó en la vida de Manuel. 
Este artista costarricense muestra interés en la música y en el piano desde temprana edad, ya a los 7 años con la ayuda de su abuela paterna Mercedes Valverde, quien le inculcó los gustos por este instrumento, comienza el aprendizaje en el piano. Posteriormente continuó sus estudios en el Conservatorio de la Universidad de Costa Rica y luego en el Real Conservatorio Superior de Música de Madrid.
Ya en la década de los ochenta, en 1982, se especializa en los géneros del jazz y el flamenco, los que estudia en el Aula de Música Moderna y Jazz en Barcelona, España con el francés Jean Luc Vallet. En Suiza, en la Swiss Jazz School de Berna, la cual forma ahora parte de la rama de música de la Escuela Universitaria de las Artes de Berna, una de las instituciones más antiguas de su estilo en Europa, la cual fue de gran importancia debido a que fue de las primeras en dar formación académica en énfasis en el jazz y música improvisada, es en esta prestigiada universidad donde Manuel tuvo participación como estudiante y se fue formando como profesional.
Manuel Obregón ha transitado en los caminos del cine, el teatro y la danza realizando aportes donde se ha destacado principalmente en el ámbito nacional, además de tener experiencia en distintos campos de la cultura centroamericana; la base de sus trabajos e inspiraciones musicales son el jazz la cual ha utilizado como medio para conectarse con música tradicional de la región y la naturaleza. Se ha convertido en un artista de gran importancia cultural en Costa Rica ya que su música busca unirse con las raíces del país, haciendo más explícita la identidad costarricense, ya desde la década de los noventa venía concentrando su creatividad de esa forma en ese enlace cultural.
Es autor de una gran cantidad de discos tanto como solista, productor o música invitado, que gracias a su formación académica y a su motivación de crear producciones en rescate de la música tradicional latinoamericana ha logrado colaborar con distintos grupos musicales como Afro cosmos, Cahuita, el Cuarteto Esporádico de Jazz, Gospel Caribe, la Orquesta de la Papaya y el grupo Malpaís, entre otros. Se destaca su participación en el grupo costarricense Malpaís de gran trayectoria tanto a nivel nacional como internacional. También ha participado en innumerables conciertos donde destaca la participación en el concierto de Elton John en Costa Rica.
Además de ser un conocido artista, también tuvo recorrido en la política fue el ministro de Cultura y Juventud de Costa Rica en el período gubernamental de Laura Chinchilla Miranda (2010-2014).

## Proyectos musicales
Simbiosis: Bosque Tropical Seco
Manuel Obregón se adentra en los bosques tropicales de Guanacaste a interactuar con la naturaleza y los seres que habitan en ella, inspirándose en ello para crear esta obra musical la cual traslada al oyente al extremo sur de la Península de Nicoya, hasta los bosques de altura que cubren los volcanes de Guanacaste. Junto con Luciano Capelli y Nano Fernández, Obregón logra captar imágenes y sonidos del bosque tropical seco con el cual logra la simbiosis entre música y el ambiente natural creando un viaje único por los escenarios del Parque nacional Santa Rosa, Palo Verde, Playa Naranjo, Malpaís, el Golfo de Papagayo, las Islas Catalinas y los volcanes Rincón de la Vieja y Cacao. Es en el 2011 que se presenta el DVD y los temas. 
Simbiosis: Bosque Tropical Lluvioso
Simbiosis nació en 1999 como un experimento de Obregón de internarse en el bosque con su piano a componer música y entablar un diálogo con los animales. Obregón junto con José Cortés, cineasta costarricense, ofrecen un concierto en medio de los bosques de Monteverde donde el ambiente natural juega un papel determinante, donde los animales son partícipes de este concierto. Aparece la simbiosis entre la música del ambiente natural, la música con instrumentos y las imágenes que muestran cualidades artísticas de cada gesto que realizan los animales representado en las siete piezas de este DVD como el fruto de años de trabajo. 
Las imágenes que aparecen en este DVD corresponden a diferentes tipos de bosque lluvioso de Costa Rica, tales como Parque nacional Carara, Parque nacional Tapantí, el Parque nacional Braulio Carrillo y la Reserva Biológica de Monteverde. 
Orquesta de la Papaya
En 1990 el pianista Obregón tiene la iniciativa de conformar una orquesta integrada por músicos de todos los países de Centroamérica y culmina en el 2002 con la integración de catorce músicos de siete países, y se dan a conocer con el nombre de Orquesta de la Papaya, la cual busca rescatar y resaltar en sus producciones lo autóctono de la región centroamericana. Los integrantes de la orquesta son Lenín Fernández de Guatemala; Óscar Menjívar de El Salvador; David Obi y Mohobub Flores de Belice; Ramón Eduardo Cedeño y Juan Astor Norales Dolmo de Honduras; Marcos Martínez, Domingo Martínez y Yader Martínez de Nicaragua; Raúl Vital, Miguel Ángel Leguisamo, Ormelis Cortez y Antonio de la Cruz de Panamá y Manuel Obregón de Costa Rica. Catorce músicos que no se conocían mucho pero que tienen de trabajo unir sus fuerzas y representar musicalmente lo que es Centroamérica,  la orquesta tiene una gran variedad de instrumentos y de influencias de cada país centroamericano con lo cual hace una gran mezcla de música, cosntituyendo un proyecto muy original al rescatar las raíces de cada nación.
La Orquesta de la Papaya ha conquistado a los propios y a extraños incluso los festivales más reconocidos y exigentes, como el de New Orleans Jazz & Heritage Festival, el Festival Internacional de Luisiana y el Fórum de Barcelona.
En el 2003 este proyecto logró la creación de Papaya Music, una productora musical que incorporó a varios artistas, técnicos, productores, con el fin de proyectar la música centroamericana. Tiene como objetivos grabar y distribuir la música de artistas centroamericanos debido a que se conoce poco de la región musicalmente en el ámbito internacional.
Papaya Music
Nombres de producciones realizadas por Papaya Music con los distintos artistas:
Bailongo, Costa Rica Rock and Pop, A Todo Swing, Costa Rica Reggae Night, Salón Tropical , Guanacaste al atardecer, Simbiosis Manuel Obregón, Ray Tico: Solo para Recordar, Al Pie del Balcón: Serenatas Guanacastecas, Dr. Bombodee, Babylon, Tardes de Alajuela, Centroamérica, Quiero que sepas, Llevarte al mar, Malpaís en Vivo, Calypso Limón Legends, Romper el Silencio, Historias de Nadie, Uno, Wade in the Water, One Pant Man, Mangoré, En el país de las maravillas, Nómadas, Mis boleros, Tangoizueta, Tierra de la dulce espera y La Orquesta de la Papaya que son producciones propias de la Orquesta de la Papaya.
Orquesta del Río Infinito
Ya al haber logrado constituir una orquesta a nivel centroamericano utilizando todas las corrientes e influencias centroamericanas se propone y con ayuda de las personas involucradas en la Orquesta de la Papaya a formar la Orquesta de las Misiones, lo que sería el antecedente de la Orquesta del Río Infinito. Este músico costarricense se ha interesado por buscar y recuperar ritmos tradicionales de otras regiones de América Latina, entre las que se destaca la obra musical del guitarrista paraguayo Agustín Barrios Mangoré, la cual Obregón transcribe para piano y grabó en el estudio Klangstudio Leyh de Alemania en el 2000. Esto significó ser invitado a participar de las jornadas de celebración de los 120 años del nacimiento del guitarrista paraguayo, celebradas en Asunción y en San Juan Bautista de las Misiones, Paraguay.
Se interesa por la influencia jesuita en la música latina, la cual escuchó en este evento en Paraguay, y se propuso conformar una orquesta cuyo principal objetivo es la recuperación del patrimonio cultural jesuita a través de una propuesta musical innovadora integrada por distintos compositores de América Latina. Así es como inicia la Orquesta del Río Infinito e integran músicos de toda América con raíces culturales en común fusionando estilos y géneros para hacer posible el proyecto que culmina en el 2007 con la conformación de la Orquesta.

## Premios
Entre los premios otorgados a Obregón, destacan:
- Manuel Obregón recibe doctorado en Canadá.

- En octubre del 2000 recibió el premio de la crítica musical en New Orleans al mejor concierto de año y fue declarado Ciudadano Honorario Internacional por el alcalde de esta ciudad Marc H. Morial.

- Ha recibido varios premios por parte de la Asociación de Compositores y Autores Musicales (ACAM), incluido el del 2010 en música instrumental por el disco Piano Malango.

- Recibió el premio a la Mejor Música Original del Festival de Cine de Cremona, Italia, por la componer la banda sonora del filme nacional "Password, una mirada en la oscuridad"

- Es Ciudadano de Honor de las ciudades paraguayas de Asunción y San Juan Bautista de las Misiones.

- En el 2006 fue reconocido por la Fundación Avina como Líder Mesoamericano en el campo de la cultura, el medio ambiente y el desarrollo sostenible.

## Discografía
Como compositor o músico invitado:
- Piano solo (1992)
- Concierto del Farolito (1993)
- Sortilegio (1994)
- Piano y Ángel Ausente (1995)
- Sin Ton ni Son (1996)
- Pasión (1997)
- Simbiosis (1999)
- La isla de la Pasión (1999)
- Génesis (2000)
- OM (2001)
- Tierra Seca (2003)
- Tributo a Mangoré Cd y DVD (2005)
- Concierto Tributo a Mangoré (2005)
- Leyendas del Calipso Limonense (2006)
- Malpais en vivo (2006)
- Trance Submarino (2007)
- Piano Malango (2008)
- Estampas de abril y mayo (2010)
- Asia, África y América (2011)
- Simbiosis, piano y bosque tropical seco (2011)

Gospel Caribe:
- Wade in the Water (2003)

Malpaís:
- Uno (2002)
- Historias de nadie (2004)
- Malpais en vivo (2006)
- Un día Lejano (2009)
- La canción de Adán (2009)
- Hay niños aquí (2010)
- Volver a Casa (2011)

Orquesta de la Papaya:
- Manuel Obregón y la Orquesta de la Papaya (2002)
- Tierra de la dulce espera (2005)